# دانشگاه اسنابروک

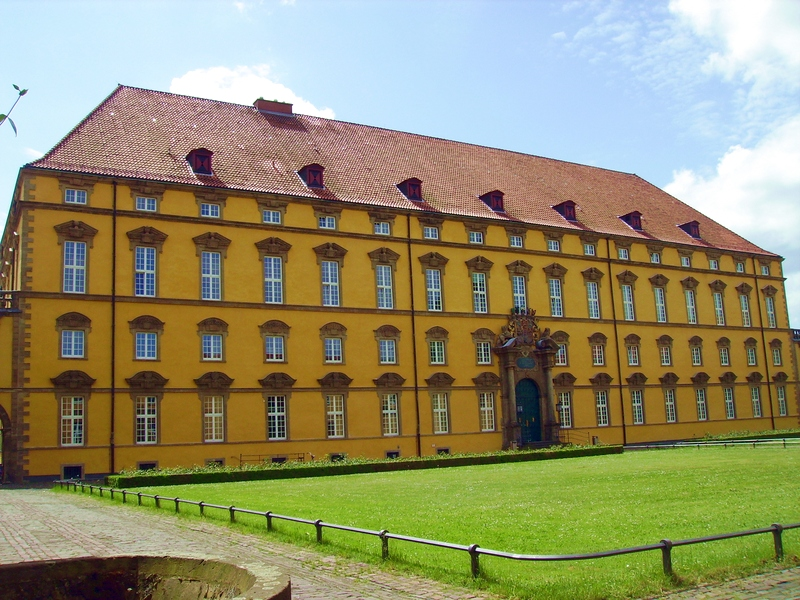
قلعه اسنابروک، ساختمان اصلی دانشگاه، نمایی از حیاط داخلی

دانشگاه اسنابروک (آلمانی: Universität Osnabrück) یک دانشگاه پژوهشی عمومی است که در شهر اسنابروک در نیدرزاکسن آلمان واقع شده است.